# Subjonctif
 (avril 2019).
Si vous disposez d'ouvrages ou d'articles de référence ou si vous connaissez des sites web de qualité traitant du thème abordé ici, merci de compléter l'article en donnant les références utiles à sa vérifiabilité et en les liant à la section « Notes et références ».
Le subjonctif est un mode grammatical exprimant un fait pensé ou imaginé (opinion, fait irréel, incertain ou simplement envisagé), par contraste avec l'indicatif, qui est censé rapporter les faits réels.
C'est le mode de l'irréel, de l'incertitude. On l'utilise lorsque l'on veut exprimer un désir, un sentiment, un regret, une incertitude, une volonté ou encore une nécessité.
Le portugais, l'espagnol et quelques autres langues romanes sont les langues (autre que le français) où il existe un subjonctif futur, servant à exprimer l'éventuel du futur (en portugais : Se tu tiveres dúvidas, liga-me. : « Si tu en viens à douter, appelle-moi. »).

## Langues indo-européennes

### Langues romanes

#### Espagnol

##### Présent
Le subjonctif présent des verbes réguliers se forme en utilisant la première personne du singulier de l'indicatif présent, auquel on ajoute la terminaison du subjonctif (qui change de voyelle par rapport à l'indicatif).
|                         | Indicatif présent | Indicatif présent    | Subjonctif présent | Subjonctif présent   |
|                         | Verbes en -ar     | Verbes en -er ou -ir | Verbes en -ar      | Verbes en -er ou -ir |
| ----------------------- | ----------------- | -------------------- | ------------------ | -------------------- |
| o                       | -o                | -o                   | -e                 | -a                   |
| tú                      | -as               | -es                  | -es                | -as                  |
| vos (Argentine)         |                   |                      | -es                | -as                  |
| vos (Amérique centrale) |                   |                      | -és                | -ás                  |
| él / ella / usted       | -a                | -e                   | -e                 | -a                   |
| nosotros                | -amos             | -emos / -imos        | -emos              | -amos                |
| vosotros                | -áis              | -éis                 | -éis               | -áis                 |
| ellos / ellas / ustedes | -an               | -en                  | -en                | -an                  |

Ainsi, le verbe trabajar (« travailler ») au subjonctif donne : yo trabaje (« que je travaille »), tú trabajes (« que tu travailles »), él trabaje (« qu'il travaille »), nosotros trabajemos (« que nous travaillions »), vosotros trabajéis (« que vous travailliez »), ellos trabajen (« qu'ils travaillent »).
Les verbes qui sont irréguliers à la première personne du présent de l'indicatif, continuent de suivre cette irrégularité au présent du subjonctif. On retire alors le « -o » de la première personne du présent de l'indicatif pour y ajouter les terminaisons ci-dessus, ainsi :
- yo ponga (« que je mette ») formé à partir de l'indicatif présent yo pongo, yo traiga (« que j'apporte »), nosotros tengamos (« que nous ayons »), ustedes quieran (« que vous (vouvoiement pluriel) vouliez »), ellos construyan (« qu'ils construisent »), ustedes vean (« qu'ils voient »), yo pida (« que je demande »).

Enfin, certains verbes ont des irrégularités spéciales, en dépit de leur petit nombre. Il s'agit de : « ir » (« aller »), « saber » (« savoir »), « ser » (« être »), « haber » (« avoir ») ; qui donne : que yo vaya (que j'aille), que yo sepa (que je sache), que yo sea (que je sois), que yo haya (que j'aie).

##### Futur
Le subjonctif futur s'utilise peu et principalement en droit. Il est, dans le langage courant, souvent remplacé par d'autres temps du subjonctif.
- « Quien insultare a la Reina... » (dans le langage courant, « Quien insulte »), pour « qui insulte la Reine... » ;
- « Sea lo que fuere » (dans le langage courant, « Sea lo que sea »), pour « quoi qu'il en soit ».

Le subjonctif futur s'utilise principalement en milieu légal, par exemple :
« Serán castigados con uno a seis meses de prisión, »
- « Los que concurrieren al cuarto oscuro. »
- « Los que introdujeren en el sobre. »
- « Los que dañaren las boletas. »
- « Los que condujeren a otros electores. »

|       | Futur simple du subjonctif                                                                                             | Futur antérieur du subjonctif |
| ----- | --- | --- |
| Ser   | yo fuere tú fueres él fuere nosotros fuéremos vosotros fuereis ustedes fueren ellos fueren                             | yo hubiere sido tú hubieres sido él hubiere sido nosotros hubiéremos sido vosotros hubiereis sido ustedes hubieren sido ellos hubieren sido               |
| Estar | yo estuviere tú estuvieres él estuviere nosotros estuviéremos vosotros estuviereis ustedes estuvieren ellos estuvieren | yo hubiere estado tú hubieres estado él hubiere estado nosotros hubiéremos estado vosotros hubiereis estado ustedes hubieren estado ellos hubieren estado |